# Peter Enckelman
Peter Enckelman (Turku, 10 marzo 1977) è un ex calciatore finlandese, di ruolo portiere.

## Biografia
È figlio di Göran Enckelman, ex portiere della Nazionale finlandese.

## Palmarès

### Club

#### Competizioni internazionali
- Coppa Intertoto UEFA: 1

Aston Villa: 2001